# Греда (гимнастика)
Греда је гимнастичка справа. Висина греде од врха струњаче износи 1 метар и 25 центиметара.
Греда је 5 метара дуга и широка само 10 центиметара, а обложена је меканим материјалом.
Вежба на греди мора садржавати уметничке комбинације, разнолике акробатске елементе, гимнастичке скокове, окрете, кораке, елементе равнотеже током стајања, седећег и лежећег положаја.
Гимнастичарка мора користити читаву дужину греде демонстрирајући елегантност, грациозност, флексибилност, ритам, темпо, самопоуздање, контролу и др.
Извођења серијских акробатских елемената могу бити веома спектакуларна.
Максимално време за вежбу износи 1 минут и 30 секунди.
Главна карактеристика вежби на греди је одлично развијени осећај за равнотежу и велика моћ концентрације приликом извођења акробатских елемената на изузетно уској површини ослонца.
Вежба мора поседовати акробатску серију, ритмичку серију, акробатско-ритмичку серију, скокове са великом амплитудом покрета, окрете за 360 степени, али на једној нози као и елементе греде.